# Neoitamus brevicomus
Neoitamus brevicomus är en tvåvingeart som först beskrevs av James Stewart Hine 1909.  Neoitamus brevicomus ingår i släktet Neoitamus och familjen rovflugor. Inga underarter finns listade i Catalogue of Life.